# エンツォ・シーフォ
ヴィンチェンツォ・ダニエレ "エンツォ"・シーフォ（Vincenzo Daniele "Enzo" Scifo、 1966年2月19日 - ）は、ベルギー王国エノー州ラ・ルヴィエール出身の元サッカー選手、サッカー指導者。ベルギーの至宝と呼ばれ、1980年代から1990年代を代表する10番の一人である。

## クラブ経歴
シチリアからの移民であり、貧しいイタリア人家庭の子として生まれる。17歳の時にRSCアンデルレヒトのトップチームに加わると、すぐに頭角を現した。イタリアのチームからのオファーを待っていたが、オファーが届かず、アンデルレヒトからは、ベルギー国籍を取得することを条件に5年契約を提示された。1984年5月、アンデルレヒトと契約するため、イタリア代表入りの夢を諦め、ベルギー国籍を選択した。
また、ベルギー国籍を選択したことで兵役が義務付けられたが、「ベルギーの至宝」であることや、所属するアンデルレヒトでもレギュラーとして試合に出場していたこともあり、練習や試合に支障の無い形での兵役への参加が許可されたというエピソードもある。
1987年、ユヴェントスは、ミシェル・プラティニの後継者に据えるべく獲得に動くと、インテルは。ジョバンニ・トラパットーニの希望で獲得に動き、争奪戦を繰り広げた。インテルがユヴェントスを上回るオファーを出し、インテルに移籍した。大きな期待を集めての移籍だったが、大きなプレッシャーを受けるなど、活躍出来ずに終わった。その後はフランスの、ボルドー、オセールでプレーした。
1991-92シーズンにトリノに移籍、このシーズンリーグでは、第3位に入ると、UEFAカップでは、チームを決勝に導いた、翌1992-93シーズンには、コッパ・イタリアの決勝でASローマを破り優勝を果たした。トリノでは通算88試合20得点。ジャンニ・アニェッリがシーフォのファンであったことから、ユヴェントスからも興味を持たれていたが、1993-94シーズンには、アーセン・ヴェンゲル監督率いる、ASモナコに移籍。モナコでは、4シーズンの間、チームの中心として好プレーを披露した。このシーズンのチャンピオンズリーグでは準決勝まで進出したが、ACミランに敗れた。1996-97シーズンには、ティエリ・アンリ、ダヴィド・トレゼゲのツートップに度々好パスを供給するなど、リーグ優勝も果たし、UEFAカップでは、準決勝まで勝ち上がった。
引退後は指導者の道へ進み、2012年には、ジュピラーリーグに在籍するRAECモンスの監督を務めていた。

## 代表経歴
ベルギー代表として同年6月の欧州選手権に18歳で出場、次代のスター候補として脚光を浴びた。
4大会連続でFIFAワールドカップに出場（1986年、1990年、1994年、1998年）し、1986年のメキシコ大会ではグループリーグのイラク戦で1得点、決勝トーナメント1回戦ソビエト連邦との対戦でも1得点を挙げ、準決勝に進出、ディエゴ・マラドーナを擁していたアルゼンチンに敗れたが、同国初となるワールドカップベスト4進出に貢献した。この時対戦したマラドーナのプレーに深い印象を受けてという。1990年大会では、グループリーグ初戦の韓国戦で1アシスト。第2戦のウルグアイ戦で35メートルのロングシュートで1得点を決め、ベスト16まで進んだ。1994年大会は、ベスト16のドイツ戦で1アシストを決めたが、2-3で敗れた。1998年大会では、グループリーグのメキシコ戦でマルク・ヴィルモッツへのアシストを決めるも、3戦とも引き分けに終わり、決勝トーナメントに進めなかった。

## 代表歴

### 出場大会
- ベルギー代表
  - 1986 FIFAワールドカップ (ベスト4)
  - 1990 FIFAワールドカップ
  - 1994 FIFAワールドカップ (ベスト16)
  - 1998 FIFAワールドカップ

### 試合数
- 国際Aマッチ 84試合 18得点（1984年-1998年）[7]

| ベルギー代表 | 国際Aマッチ | 国際Aマッチ |
| 年           | 出場        | 得点        |
| ------------ | ----------- | ----------- |
| 1984         | 8           | 1           |
| 1985         | 3           | 1           |
| 1986         | 12          | 3           |
| 1987         | 4           | 0           |
| 1988         | 4           | 0           |
| 1989         | 5           | 0           |
| 1990         | 9           | 2           |
| 1991         | 6           | 3           |
| 1992         | 6           | 1           |
| 1993         | 5           | 4           |
| 1994         | 6           | 0           |
| 1995         | 3           | 2           |
| 1996         | 4           | 0           |
| 1997         | 4           | 0           |
| 1998         | 5           | 1           |
| 通算         | 84          | 18          |